# 川上まり
川上 まり（かわかみ まり、10月9日 - ）は、日本の女性ナレーター、ラジオパーソナリティ。アトミックモンキー所属。

## 略歴
東京都出身。血液型A型。立教女学院短期大学英語科、立教大学文学部キリスト教学科卒業。声種はアルトからメゾソプラノ。
劇団ひまわりにて芸能活動を始める。大学の時に劇団魔法瓶を結成し小劇場にて演劇活動を行なう。富士重工ミス・アルシオーネでのナレーターコンパニオン、TBSラジオキャスタードライバー等のラジオパーソナリティ、東京俳優生活協同組合、1992年、フリーランス、AZ Officeを経て、ビーボに所属していた。
2022年4月からアトミックモンキーに所属。

## 出演

### テレビ番組
- スタンダード日本語講座（NHK教育）アシスタント
- それぞれのレインボータウン（TOKYO MXテレビ）ナレーション、リポーター
- JLCニュース（1992年12月 - 、JLC日本レジャーチャンネル）キャスター
- 一般戦中継（1997年4月 - 、JLC日本レジャーチャンネル）キャスター
- 映像の世紀 バタフライエフェクト（NHK総合　再放送のみ　解説音声、2025年4月 - ）
- 映像の世紀　特別編 高精細スペシャル「ヨーロッパ2077日の地獄」第1部 - 第3部 （NHK総合 再放送のみ　解説音声　7月31日・8月7日・8月14日）

### テレビドラマ
- 仮面天使ロゼッタ（1998年、テレビ東京）第12話

## ナレーター
- テレビシンポジウム（NHK）
- ミクロワールド（NHK教育）
- 日曜フォーラム（NHK）
- きょうの出来事
- スッキリ!!（NTV）
- news every.（NTV）
- ニュースの森（TBS）
- イブニング・ファイブ（TBS）
- ニュース23（TBS）
- キミハ・ブレイク（TBS）
- オトセン（TBS）
- ミミセン（TBS）
- 学校へ行こう!（TBS）
- NHK高校講座　生物基礎（NHK）
- みんなの光へ宮城県本吉町 〜防災と情報格差のない町づくり〜（BS-TBS）
- 地球千年紀行シリーズ（BS-TBS）
- カスペ!・マカフシ 摩訶不思議な謎解き推理ショー（フジテレビ）
- ばら・す（フジテレビONE）
- ワンダーJAPAN TV（MONDO TV・全26回中、前半#1～#13のみ）
- お願い!ランキング（テレビ朝日）
- サンデーフロントライン（テレビ朝日）
- ニュースステーション（テレビ朝日）
- 日本名曲アルバム（BS-TBS）
- 日本名曲ミニアルバム（BS-TBS）
- マジカル・ホテル（TOKYO MXテレビ）

### CM
- ドクターシーラボ、アクアコラーゲンゲル スーパーモイスチャー
- 明治製菓、XYLISH（ラジオ）

### ラジオ
- The座右の銘（1993年 - 1997年、TOKYO-FM（JFN））ナレーション
- 小林克也のファンキーフライデー（1993年 - 1996年、FM NACK5）アシスタント
- テレボート24（1996年 - 2001年、ラジオたんぱ）パーソナリティ
- 株式相談ラジオ・ファイナンシャルBOX（2002年、ラジオたんぱ）アシスタント
- パワーレボリューション（FM愛知）パーソナリティ
- パワーレゾリューション・J-POP-DAY（Date FM）パーソナリティ
- アーティスト・ファイルミックス（FM大阪）ナビゲーター
- サンデーブランニューPOP（タイトー全国有線ネット）DJ